# 모토스정
모토스정(일본어: 本巣町)은 일본 기후현 모토스군에 설치되었던 정이다. 2004년 2월 1일 합병으로 모토스시가 되었다.

## 지리
기후 현의 모토스군에 있으며 남북으로 길쭉한 형태를 하고 있었다.노오 평야의 북쪽 끝에 해당하며 북부는 해발 700m 정도의 산지, 남부는 네오 강의 선상지였다

## 역사
- 1950년 6월 1일 - 야마조에촌, 몬주촌이 합병해 모토스촌이 성립하였다.
- 1956년 9월 30일 - 도야마촌과 합병하였다.
- 1960년 4월 1일 - 정으로 승격해 모토스정이 되었다
- 2004년 2월 1일 - 네오촌, 이토누키정, 신세이정과 합병해 모토스시가 되었다.

## 교통

### 도로
- 국도 제157호선

## 참고 문헌
- 角川日本地名大辞典編纂委員会,『角川日本地名大辞典 21 岐阜県』1980, 角川書店